# Кушкет-Баш
Кушкет-Баш — деревня в Кукморском районе Татарстана. Входит в состав Село-Чуринского сельского поселения.

## География
Находится в северо-западной части Татарстана на расстоянии приблизительно 25 км на запад-северо-запад по прямой от районного центра города Кукмор.

## История
Известна с 1711 года. Относится к числу населенных пунктов, где проживают кряшены.

## Население
Постоянных жителей было: в 1782—102 души мужского пола в 1859—219, в 1897—339, в 1908—364, в 1920—420, в 1926—427, в 1938—304, в 1949—258, в 1958—169, в 1970—159, в 1979 — 87, в 1989 — 57, 24 в 2002 году (кряшены 75 %), 3 в 2010.